# Église Sainte-Cécile de Cuxac-Cabardès
L'église Sainte-Cécile de Cuxac-Cabardès est une église située en France sur la commune de Cuxac-Cabardès, dans le département de l'Aude en région Occitanie.
Le clocher a été inscrit au titre des monuments historiques en 1948.

### Références

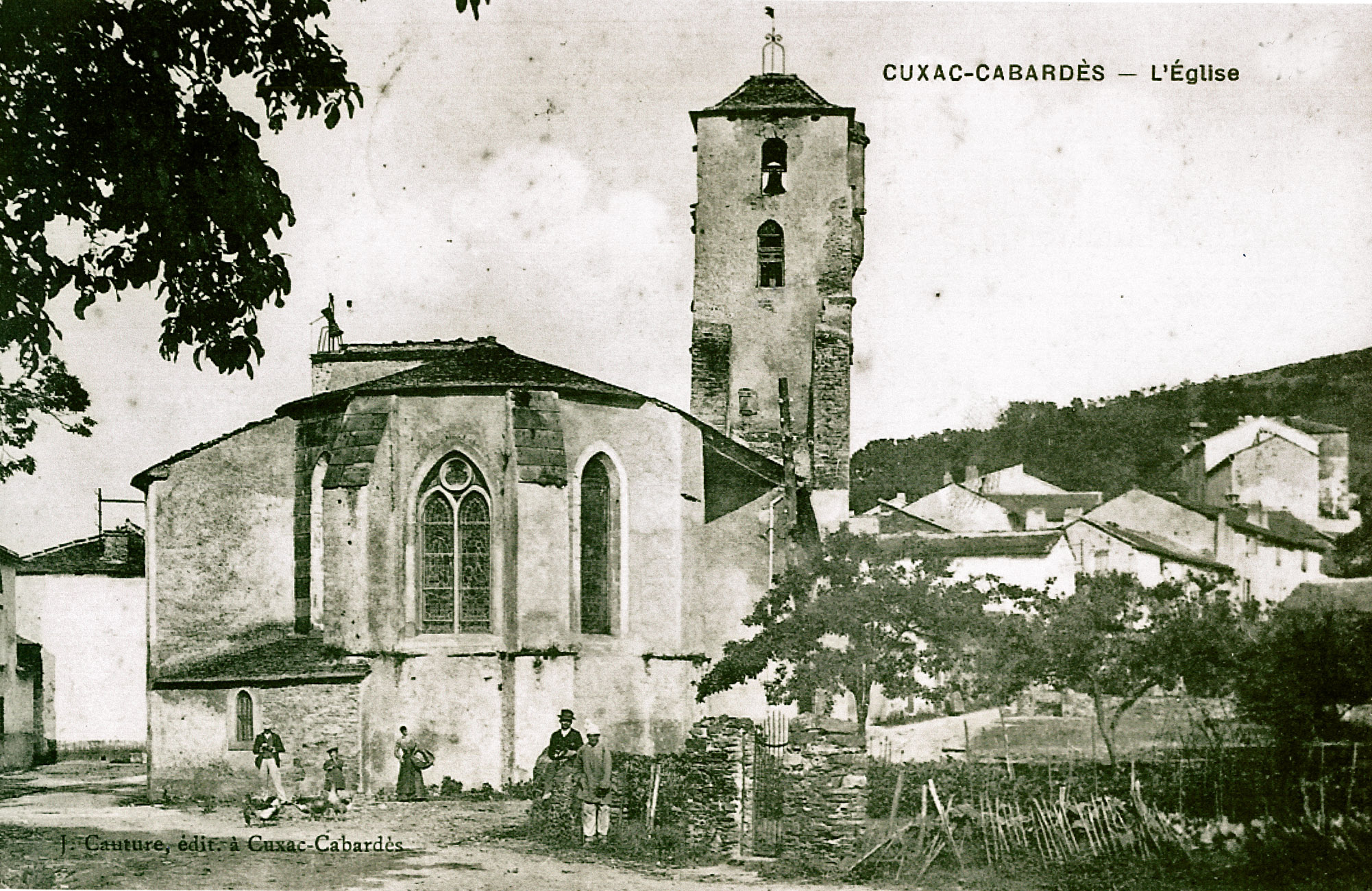
L'église vers 1915.
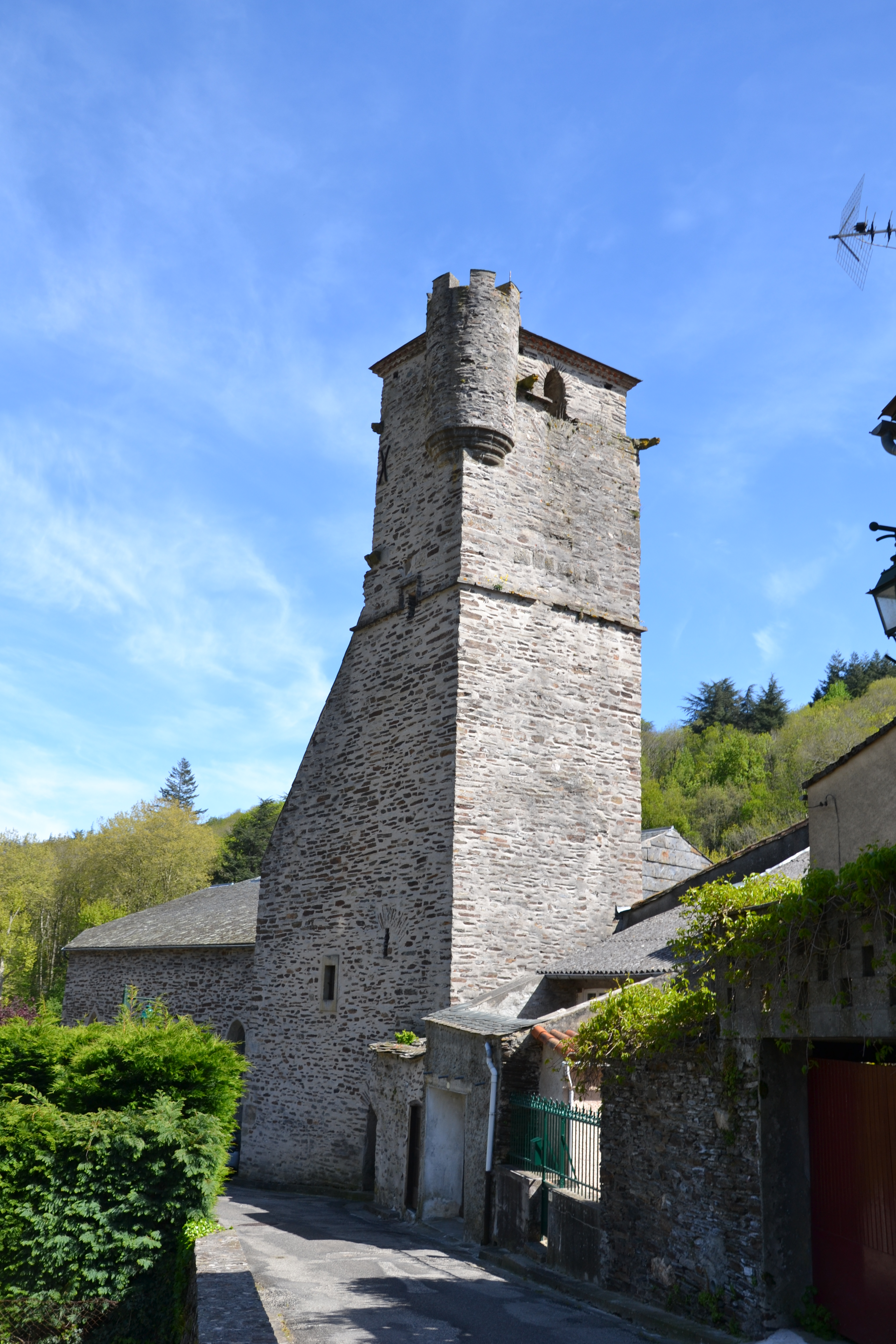
Clocher.
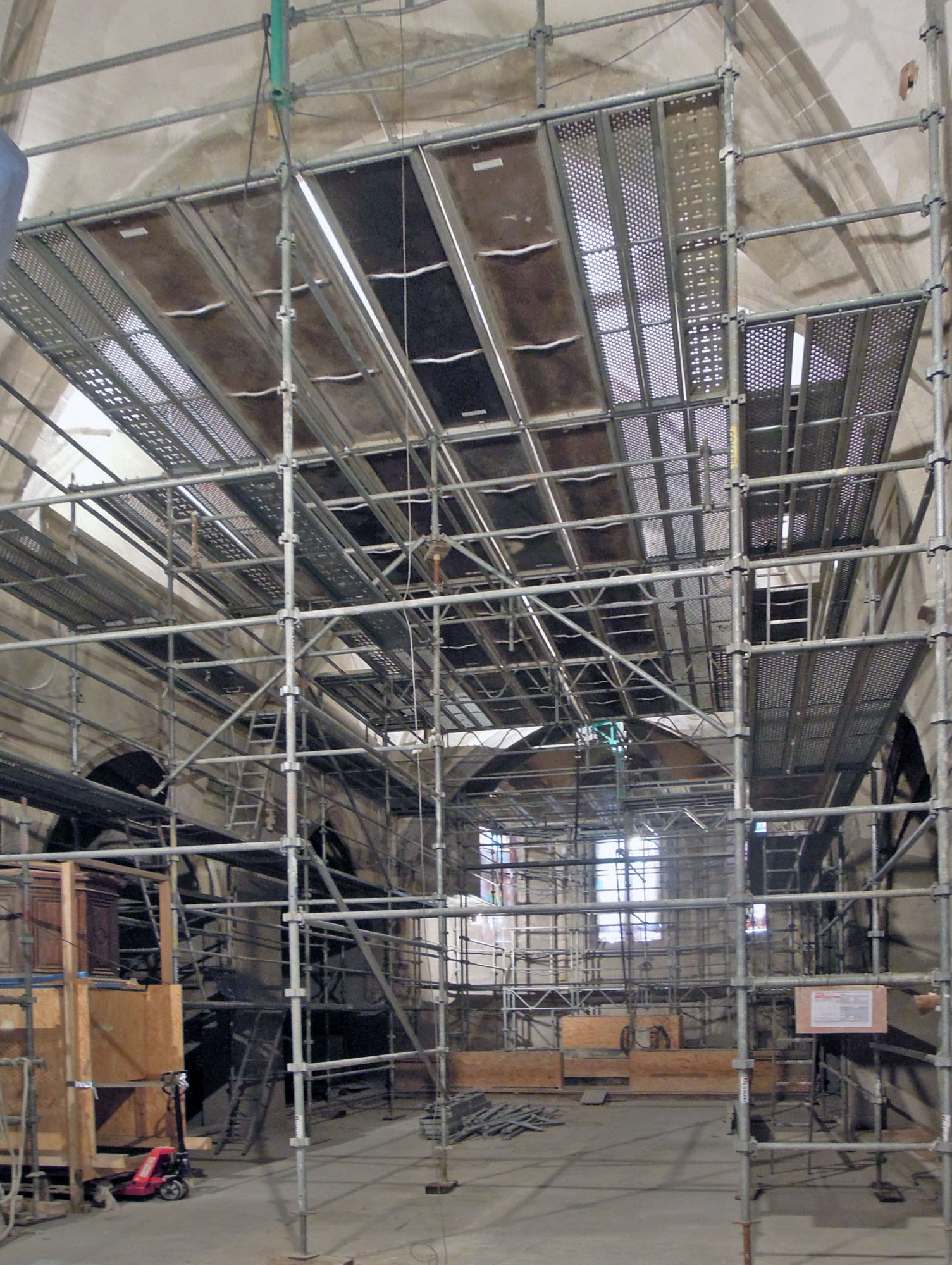
Le chantier en janvier 2012.
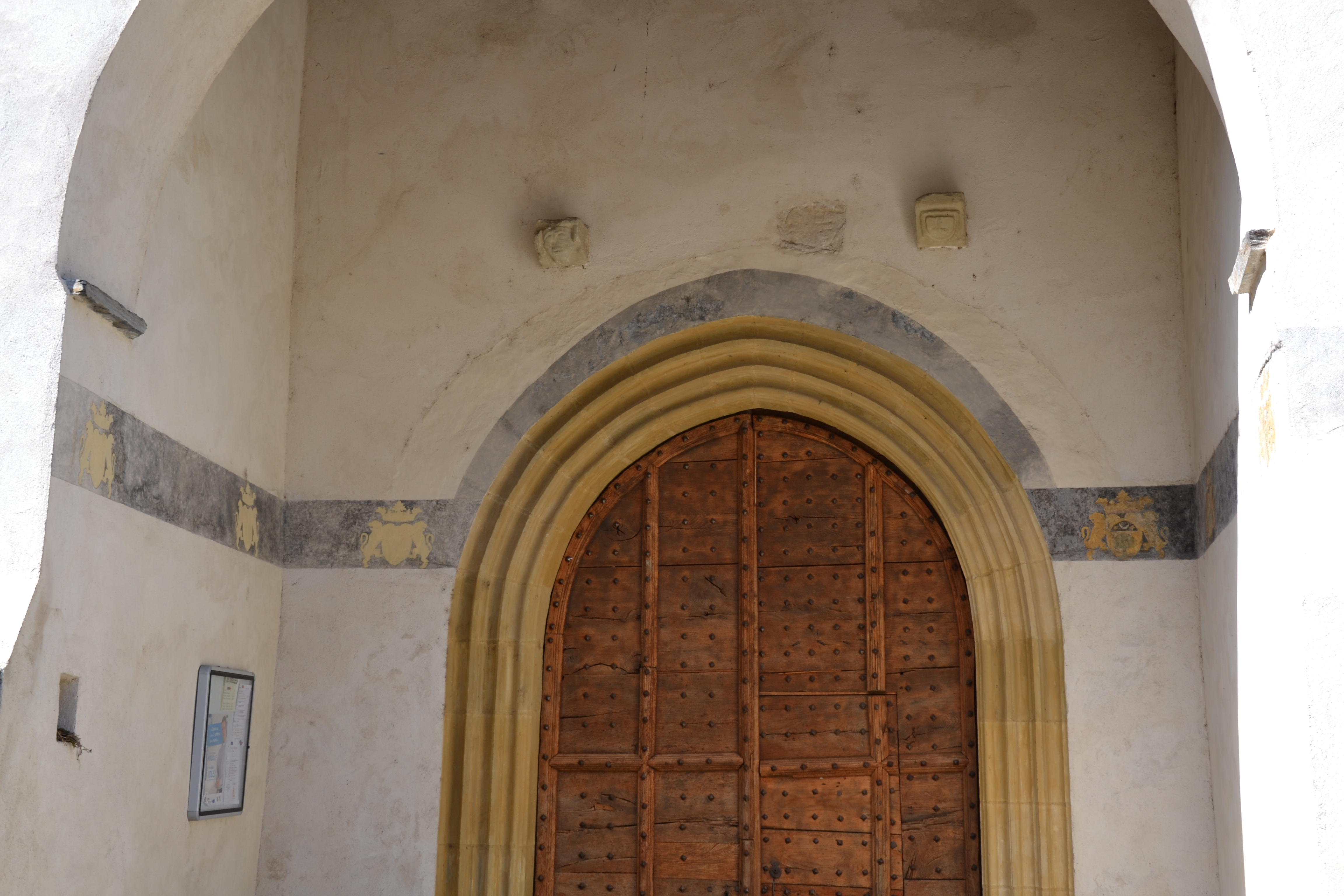
Portail d'entrée, litre funèbre de Castanier IV baron de Couffoulens
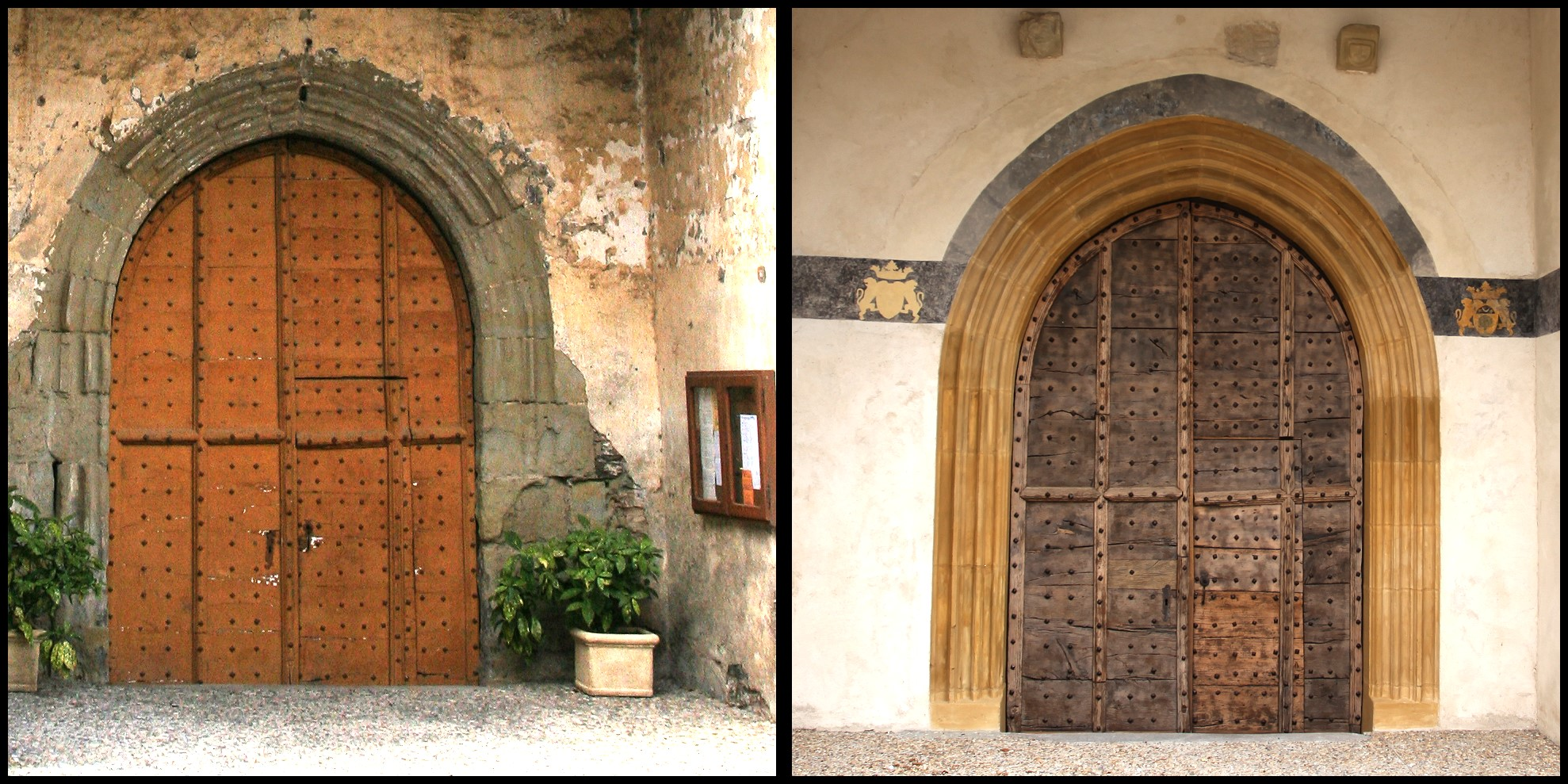
Le portail avant et après restauration.
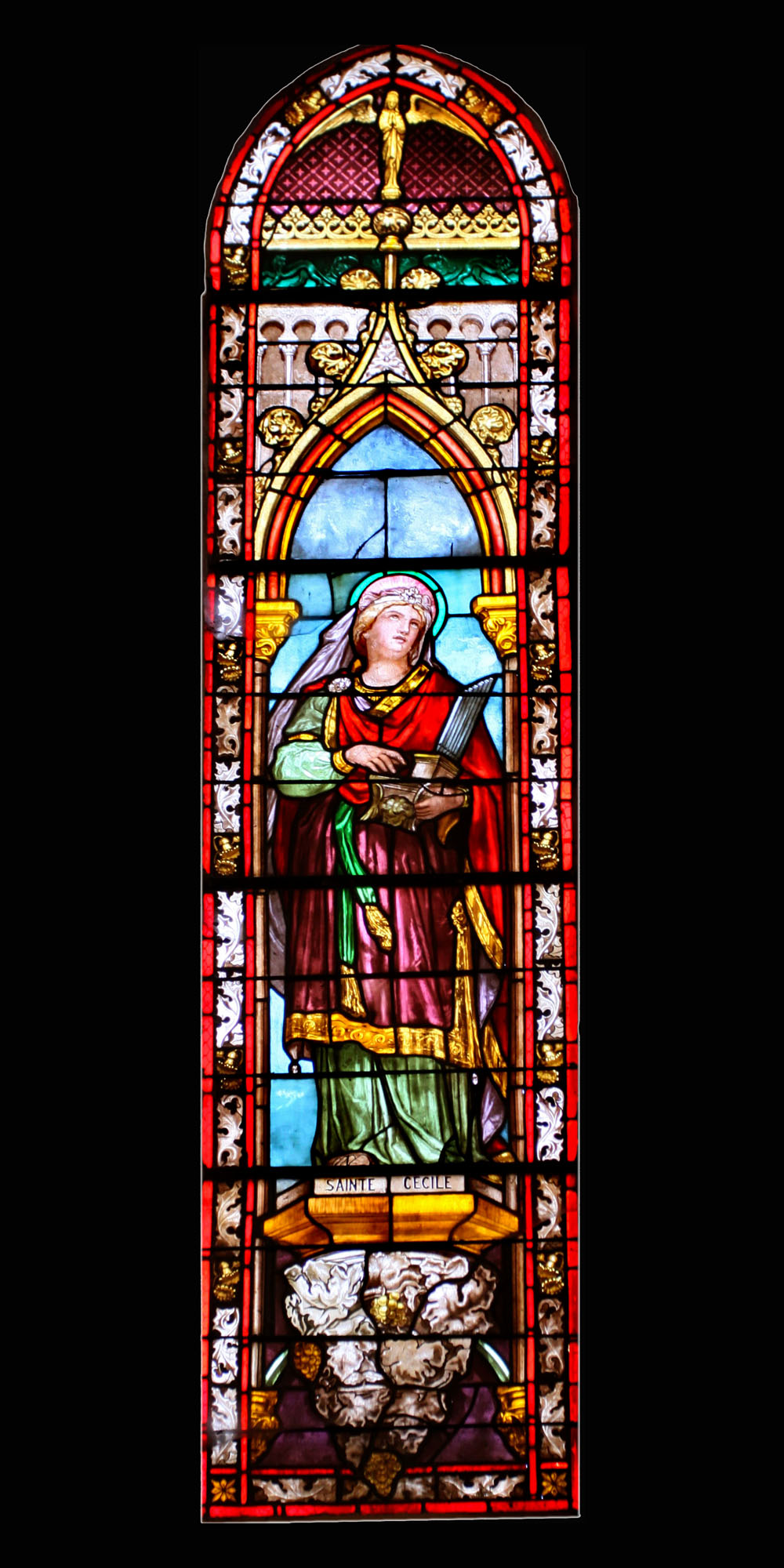
Vitrail de sainte Cécile.
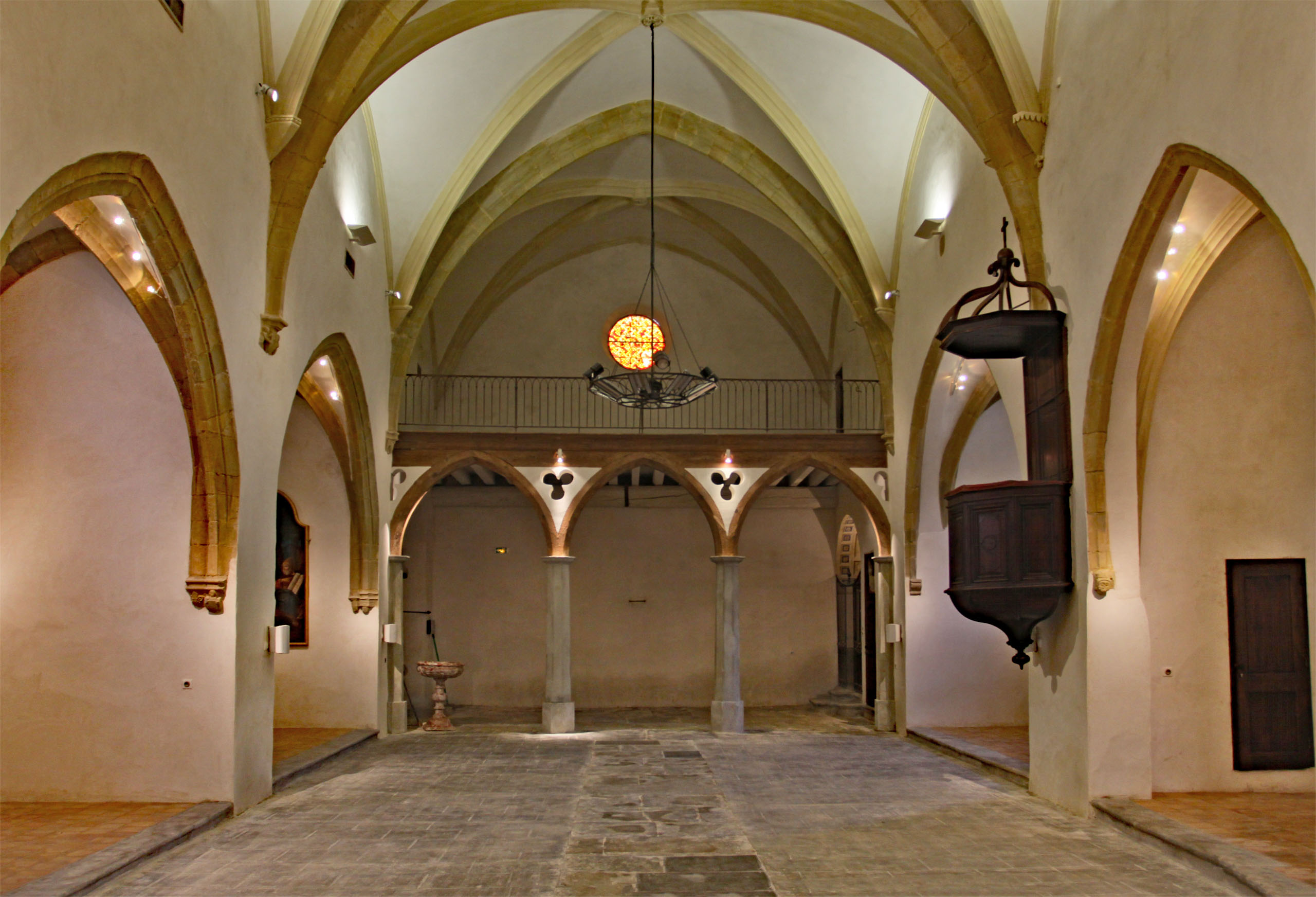
Intérieur en fin de restauration.
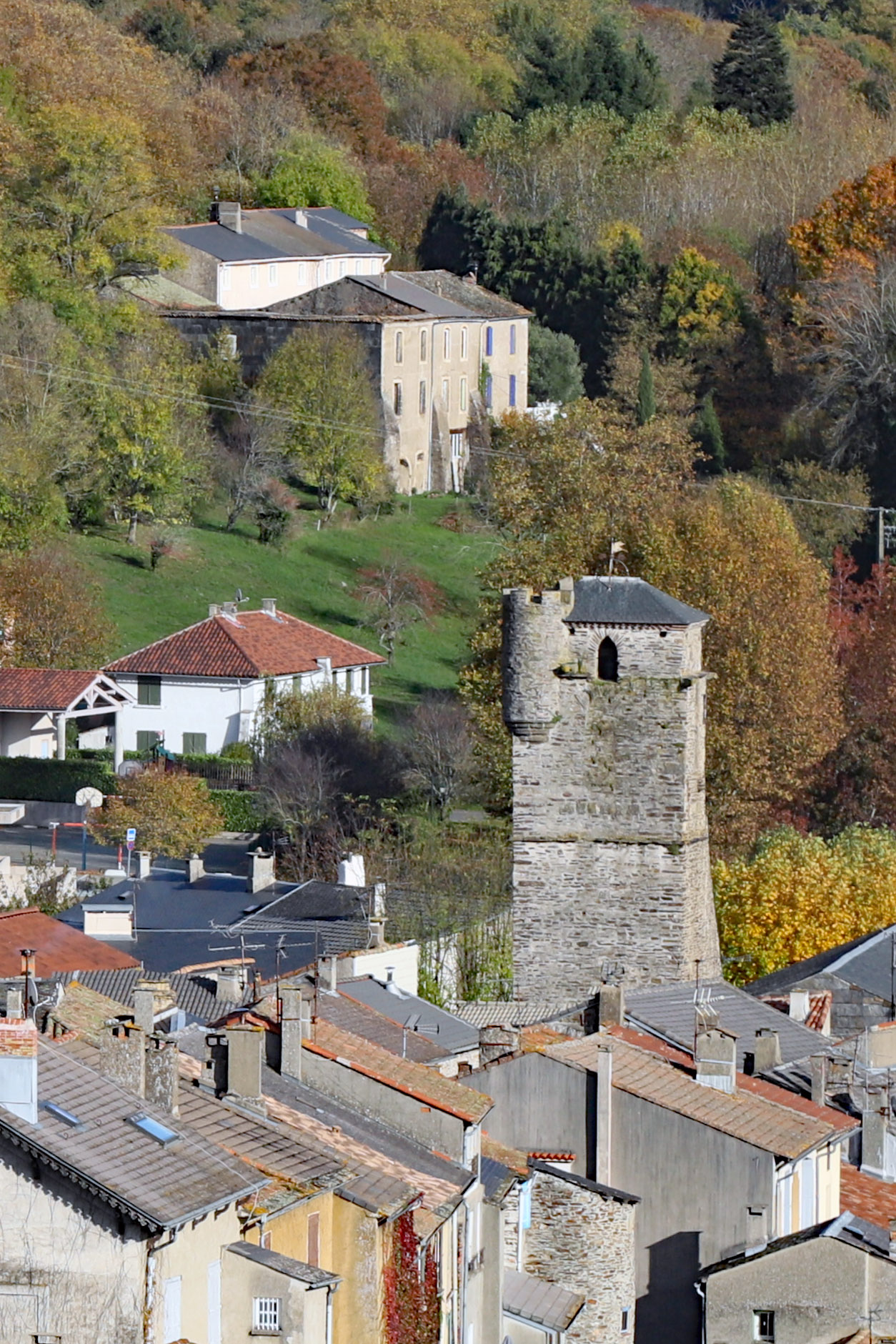
Le clocher et son échauguette, au fond la manufacture royale de La Bonde.
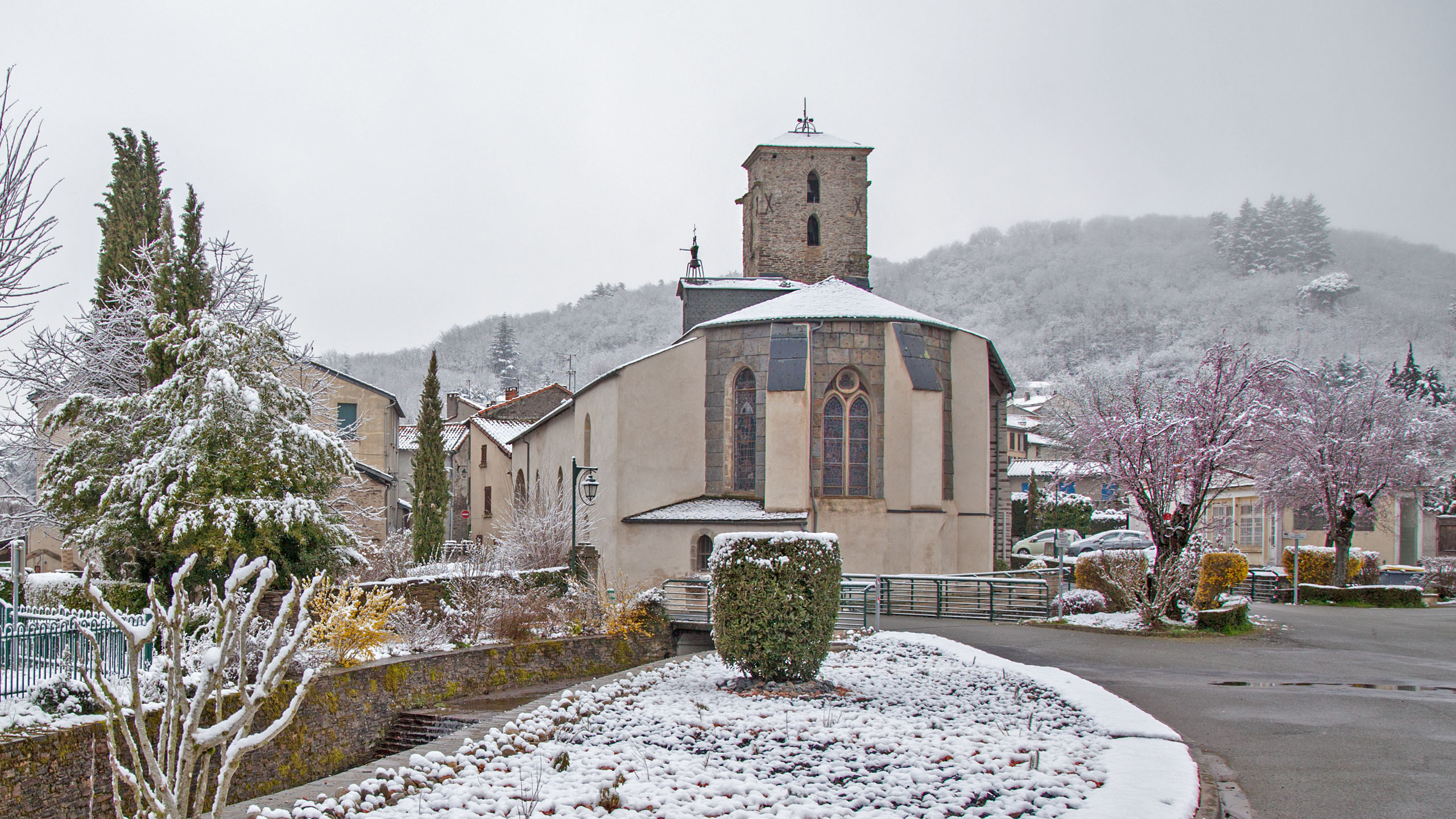
L'église sous la neige en 2018.
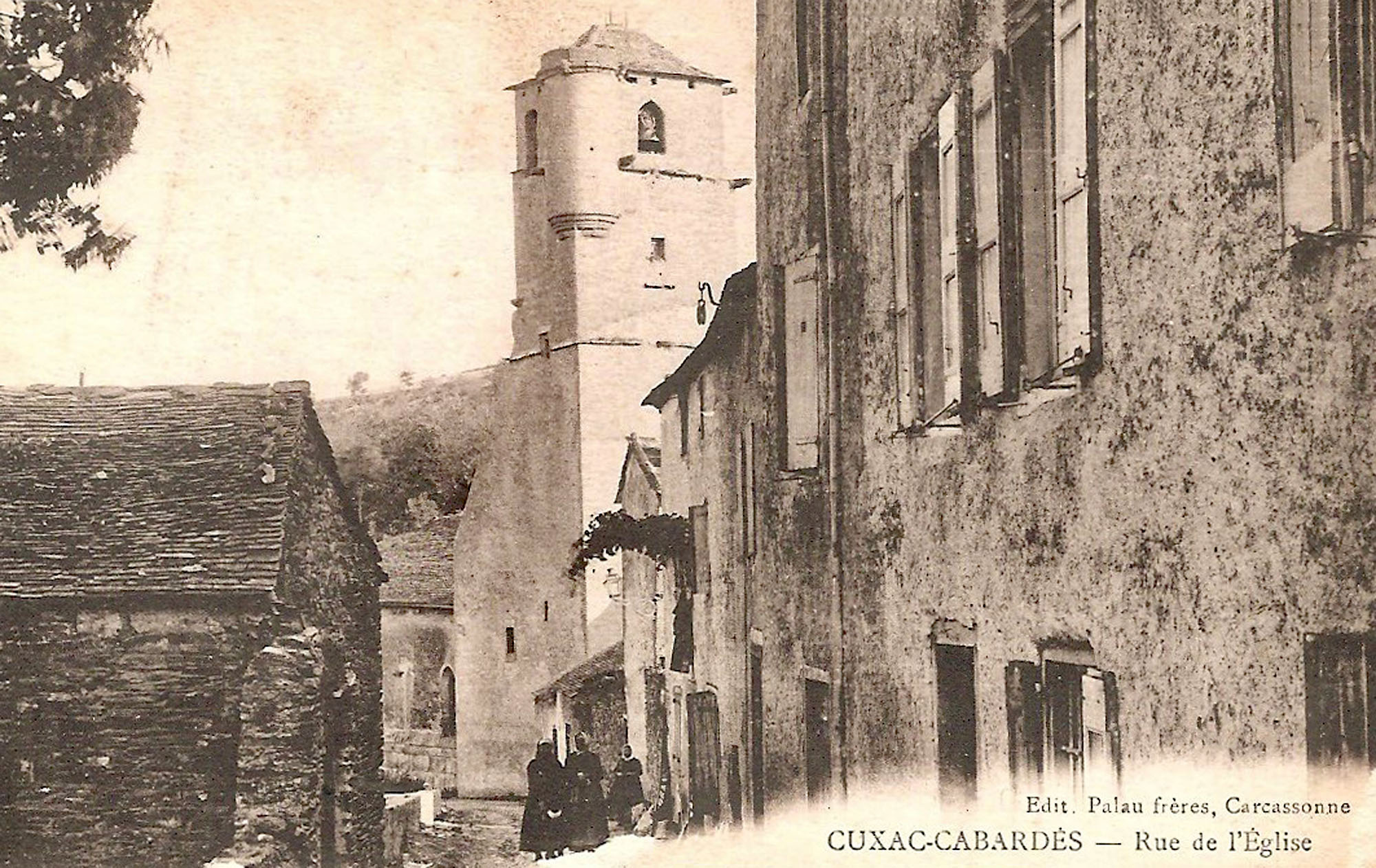
Carte postale début du XXe siècle.

## Description

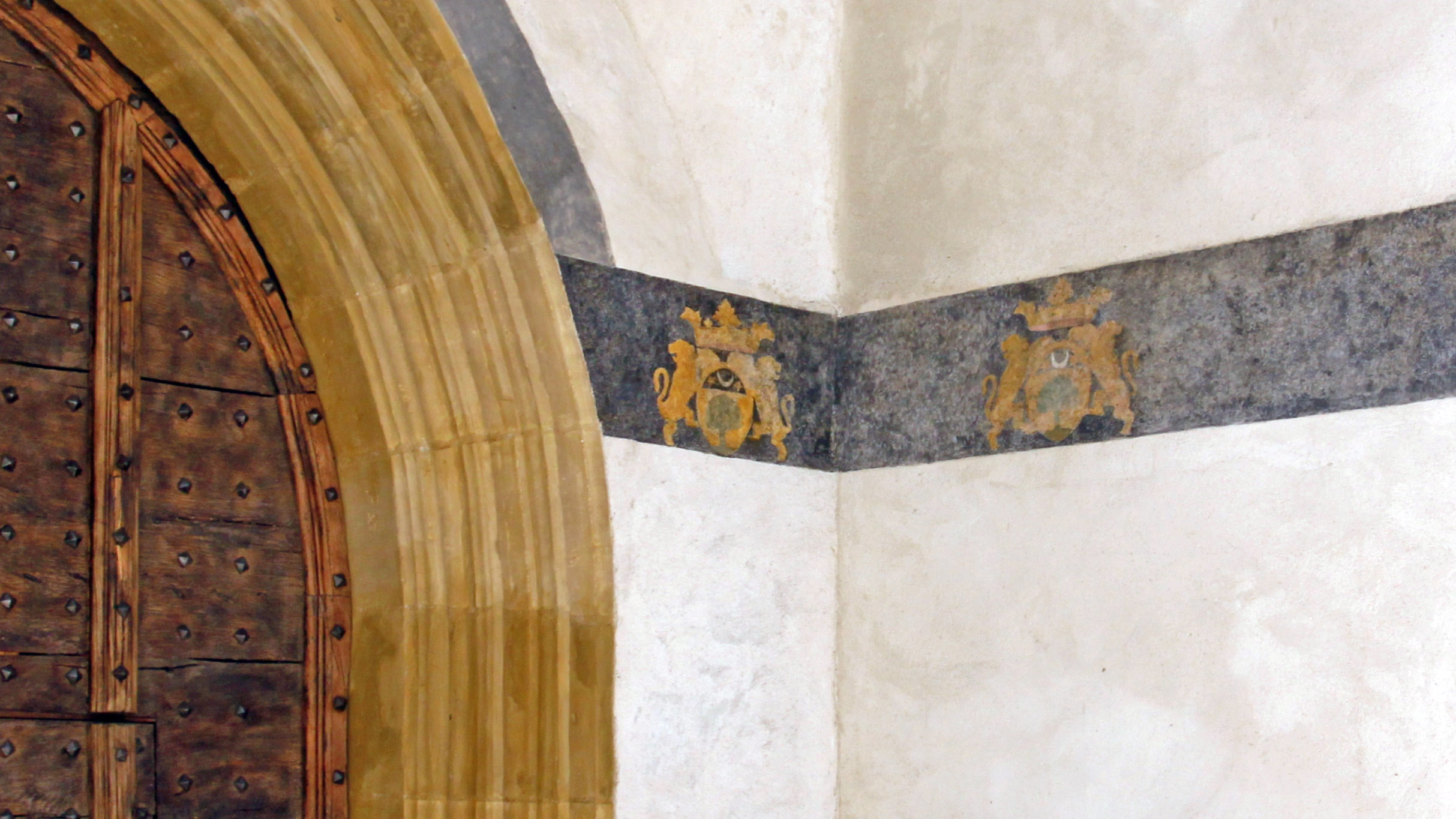
Les blason des Castanier après restauration.

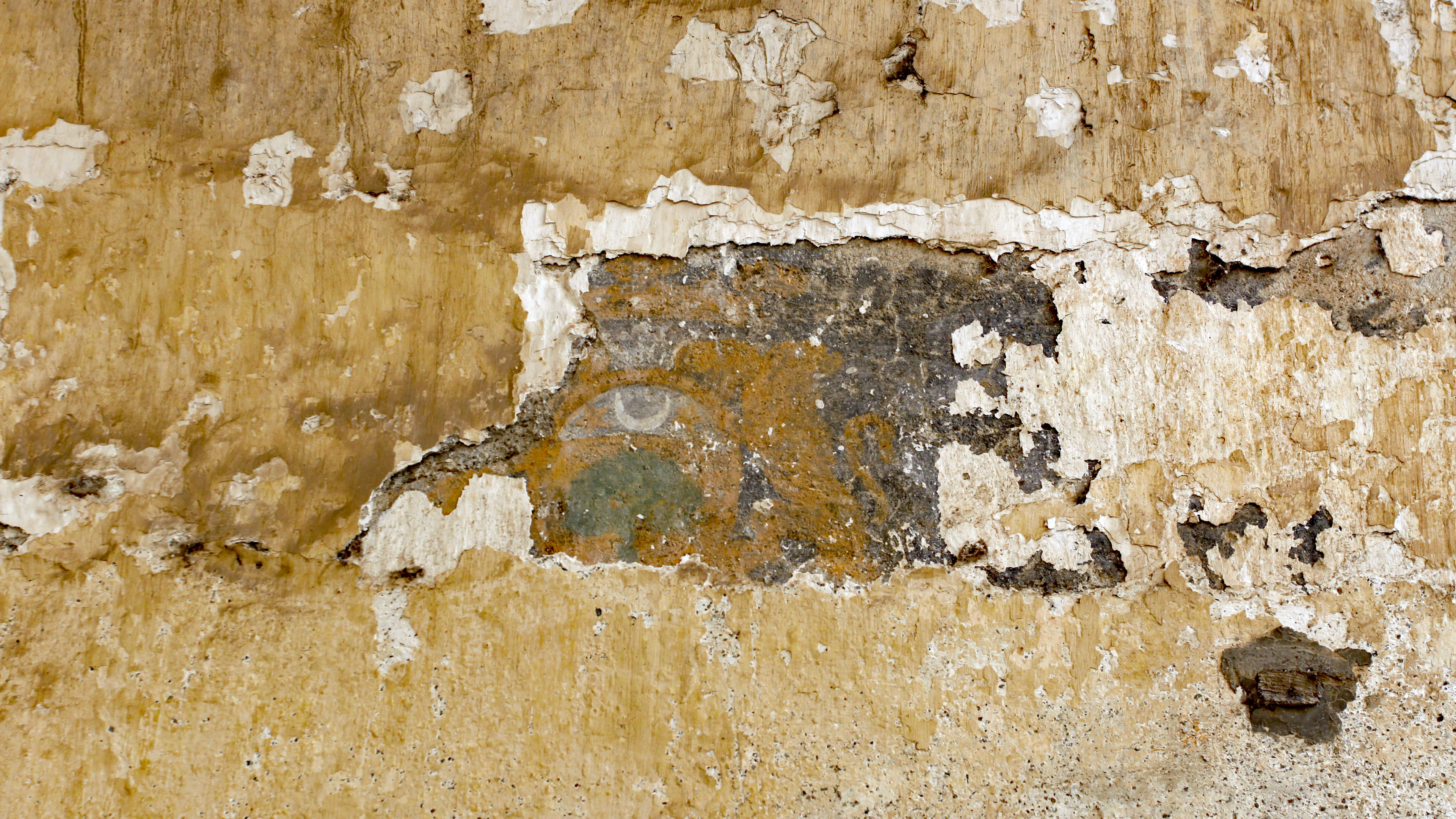
Découverte du blason caché sous les plâtres.

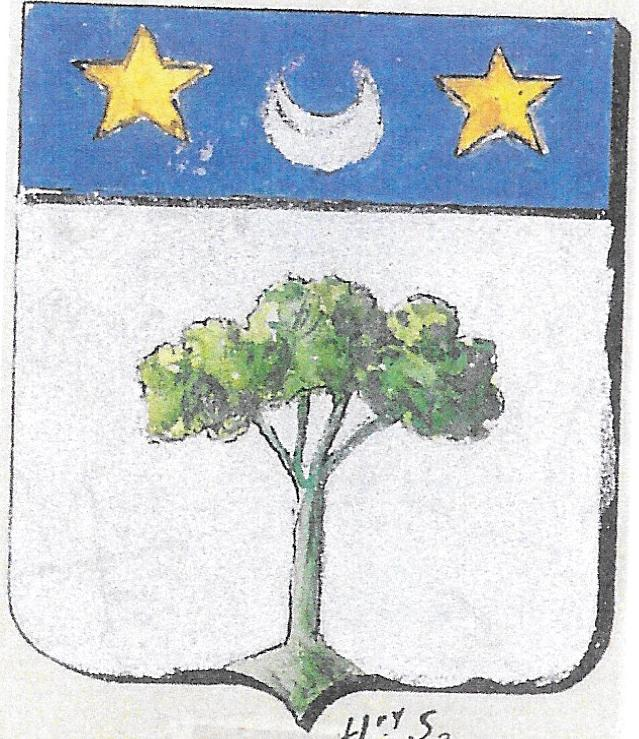
Le blason des Castanier: d’argent au châtaignier de sinople, fruité d’or sur un tertre du premier, au chef d’azur chargé d’un croissant d’argent montant, accosté de deux étoiles d’or

L’église dispose d’un clocher fortifié construit au nord-ouest. Il s’agit d’une tour carrée enjambant une ruelle, épaulée de contreforts et flanquée dans un angle d’une petite échauguette.
L’échauguette est supportée par une série d’encorbellements circulaires superposés.
Le portail de l’église est aussi caractéristique. Il est en arc brisé avec une archivolte composée de 3 boudins effilés et de 3 gorges, style caractéristique de la fin du XIVe siècle. 
Sous le porche de chaque côté du portail et sur la façade sud du monument se trouve une litre funèbre en l’honneur de Guillaume Castanier d’Auriac, seigneur de Cuxac-Cabardès, décédé en 1765. Cette litre est composée d’une bande noire avec un motif répété représentant les armoiries du défunt.
L’intérieur de l'église est composé d’une nef unique avec des chapelles latérales entre les contreforts.

Après une campagne de fouilles menée par A. Despratx, le monument a fait l'objet d'un important chantier de restauration extérieure et intérieure de 2009 à 2012 sous la conduite du cabinet d'architecture Tarbouriech. 
L'inauguration de l'église restaurée a eu lieu le 15 août 2012

## Localisation
L'église est située sur la commune de Cuxac-Cabardès, dans le département français de l'Aude.

## Historique
Selon la base Mérimée, les origines de l'église se rattachent à une cella fondée au début du 9e siècle, mentionnée en 828 et 950. L'église est mentionnée en 1249. Elle présente une nef unique, de même largeur que le chevet pentagonal. Chapelles latérales entre les contreforts. Clocher fortifié à l'ouest, enjambant une ruelle. C'est une tour carrée à deux étages, plus un étage modernisé. L'élément le plus intéressant en est la petite échauguette de l'angle nord-ouest. Cette guérite est supportée par une série de quatre encorbellements circulaires superposés. Le portail est en arc brisé, avec archivolte composée de trois boudins et de trois gorges. Les boudins en amande très effilés indiquent un style de la fin du 14e siècle.
Le clocher a été inscrit au titre des monuments historiques en 1948.